# Anne Franke

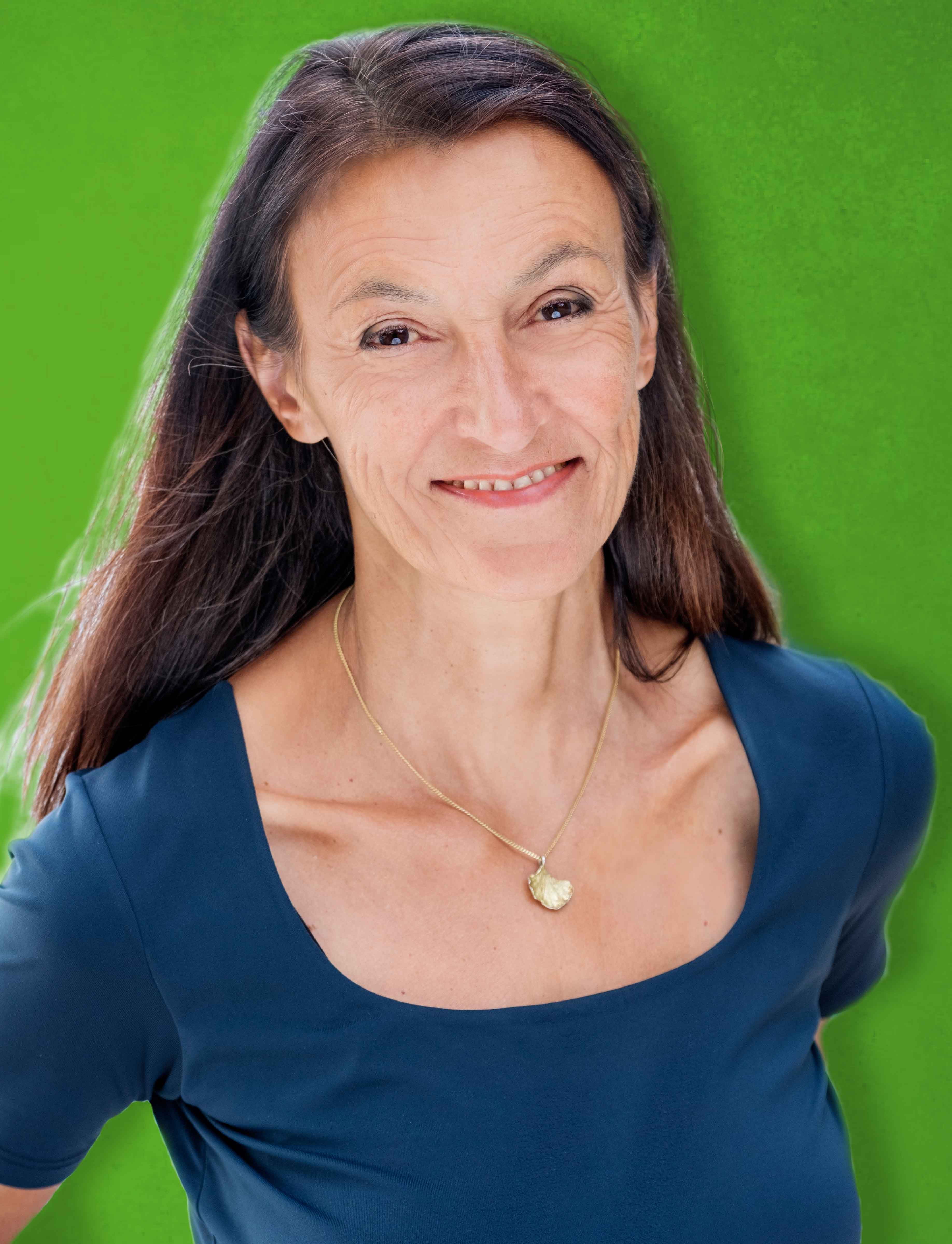
Anne Franke

 Anne Franke (* 13. November 1954 in München) ist eine deutsche Politikerin (Bündnis 90/Die Grünen) und Diplom-Designerin. Sie war von 2010 bis 2013 und von 2018 bis 2023 Mitglied des Bayerischen Landtags.

## Ausbildung, Arbeit und Privates
Franke studierte Kunsterziehung und Grafik-Design in München. Seit 1973 hatte sie zahlreiche Einzelausstellungen und Beteiligungen mit großformatigen Bildern zu den Themen „Stadtmenschen“, „Kinderbilder“ und Griechische Mythologie sowie Cartoons, Radierungen und Aquarellen u. a. in München, Rosenheim, Berlin, Florenz sowie auf der Kykladeninsel Paros, wo sie 1982 für ein halbes Jahr lebte. Seit 1987 betreibt sie ein Atelier für Design, Grafik und freie Malerei in Stockdorf bei München.
Anne Franke hat zwei Kinder. Sie ist geschieden.

## Politik
Anne Franke ist seit 1982 Mitglied der Grünen. 2001 bis 2009 war sie Vorsitzende der Grünen im Landkreis Starnberg.
Sie ist Gemeinderätin in Gauting bei München. Als Kreisrätin ist sie im Starnberger Kreistag (Mitglied im Kreisausschuss, im Ausschuss für Kreisentwicklung und Beteiligungen und in der Interfraktionellen Arbeitsgruppe Kultur, sowie Verbandsrätin des Zweckverbandes Staatliche Würmtal-Realschule).
Bei der Landtagswahl in Bayern 2008 kandidierte sie im Stimmkreis Starnberg und erzielte dort 14,4 Prozent der Erststimmen. Sie verpasste den Einzug über die Wahlkreisliste Oberbayern. Nach dem Tod von Sepp Daxenberger rückte sie mit Wirkung zum 25. August 2010 in den Bayerischen Landtag nach. Sie vertrat ihre Fraktion dort im Ausschuss für Ernährung, Landwirtschaft und Forsten und im Ausschuss für Bundes- und Europaangelegenheiten. 2013 verpasste Franke den Wiedereinzug in den Landtag.
Bei der Landtagswahl in Bayern 2018 erreichte sie auf der Grünen-Wahlkreisliste in Oberbayern mit ihren Gesamtstimmen den 13. Platz und kehrte dadurch als Abgeordnete in den Landtag zurück. Dort war sie Mitglied des Ausschusses für Bundes- und Europaangelegenheiten sowie regionale Beziehungen und Mitglied des Ausschusses für Eingaben und Beschwerden. 2023 verpasste sie den Wiedereinzug in den Landtag.

## Kunstpreise
- 1982 Kunstpreis der Stadt Soave, Italien
- 1986 Förderpreis der Prinzregent-Luitpold-Stiftung, München